# Ichneutica pelanodes
Ichneutica pelanodes là một loài bướm đêm trong họ Noctuidae.